# Stadion Miejski u Poznanju
Miejski je višenamjenski stadion u poljskom gradu Poznańu. Izgrađen je 1980. U tijeku je njegova obnova, i to zbog Europskog nogometnog prvenstva, koje se 2012. održava u Poljskoj i Ukrajini. 
Od svog otvorenja stadion je imao kapacitet 24 166 mjesta, ali će se zbog tog EURA 2012. kapacitet morati proširiti na 40-45 000 mjesta.
Danas ovaj stadion koristi Lech, nogometni klub iz Poznańa.

## Galerija
- Stadion (2010.)
- Stadion (2011.)
- Stadion tijekom renoviranja (2009.)